# Стовбурові клітини

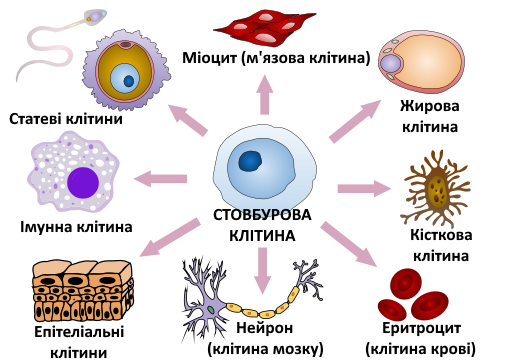
Стовбурова клітина як попередник диференційованих клітин

Стовбурові клітини — це первинні клітини, що зустрічаються в усіх багатоклітинних організмах. Ці клітини можуть самовідновлюватися шляхом поділу клітини, а також можуть диференціюватися в досить велику кількість спеціалізованих типів клітин. Вони служать основою для формування органів і тканин під час ембріонального розвитку і продовжують відігравати життєво важливу роль у відновленні, регенерації та підтримці тканин протягом усього життя людини чи тварин.
Існують дві досить широкі категорії стовбурових клітин ссавців: ембріональні стовбурові клітини, що походять безпосередньо від бластоцистів, та стовбурові клітини дорослого організму, що знаходяться у зрілих тканинах. У ембріонах стовбурові клітини можуть диференціюватися в усі спеціалізовані ембріональні тканини. Стовбурові клітини дорослого організму діють як репараційна система для тіла, відновлюючи та підтримуючи потрібну кількість спеціалізованих клітин.
Оскільки стовбурові клітини можна вирощувати та програмувати на спеціалізацію (наприклад, отримати м'язи чи нервову тканину) завдяки методу клітинних культур, їх стали вживати для лікування хворих. Кістковий мозок може бути одним із джерел стовбурових клітин.

## Історія

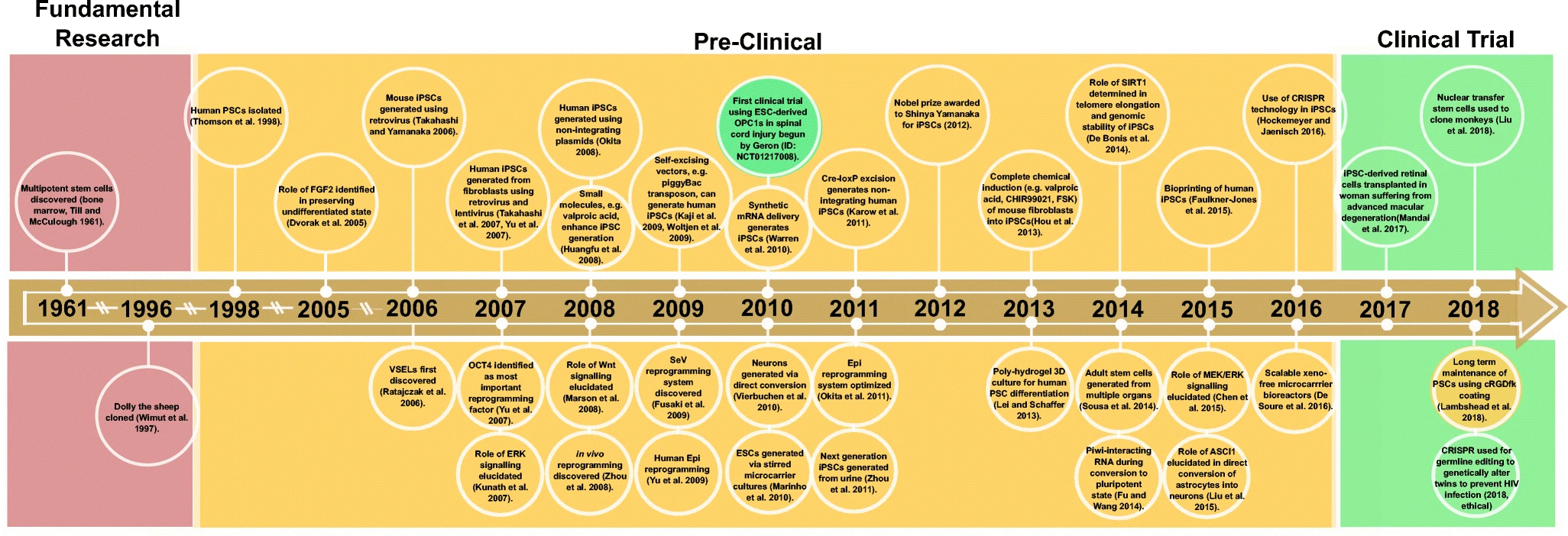
Хронологія основних наукових досягнень в історії досліджень стовбурових клітин.

У 1960-х роках новаторські експерименти Джеймса Тілла та Ернеста Маккалоха стали ключовим моментом у дослідженні стовбурових клітин. Їхня робота привела до ідентифікації гемопоетичних стовбурових клітин (ГСК) у кістковому мозку миші, революціонізувавши розуміння стовбурових клітин і заклавши основу для трансплантації кісткового мозку та регенеративної медицини.
У 1981 році Мартін Еванс і Метью Кауфман зробили важливе відкриття, яке поштовхнуло вперед дослідження стовбурових клітин. Вони виділили та культивували мишачі ембріональні стовбурові клітини (ЕСК), що стало важливою віхою в цій галузі.
У 1998 році, перші ембріональні стовбурові клітини людини були виділені Джеймсом Томсоном у США.

### Досягнення в 21 столітті

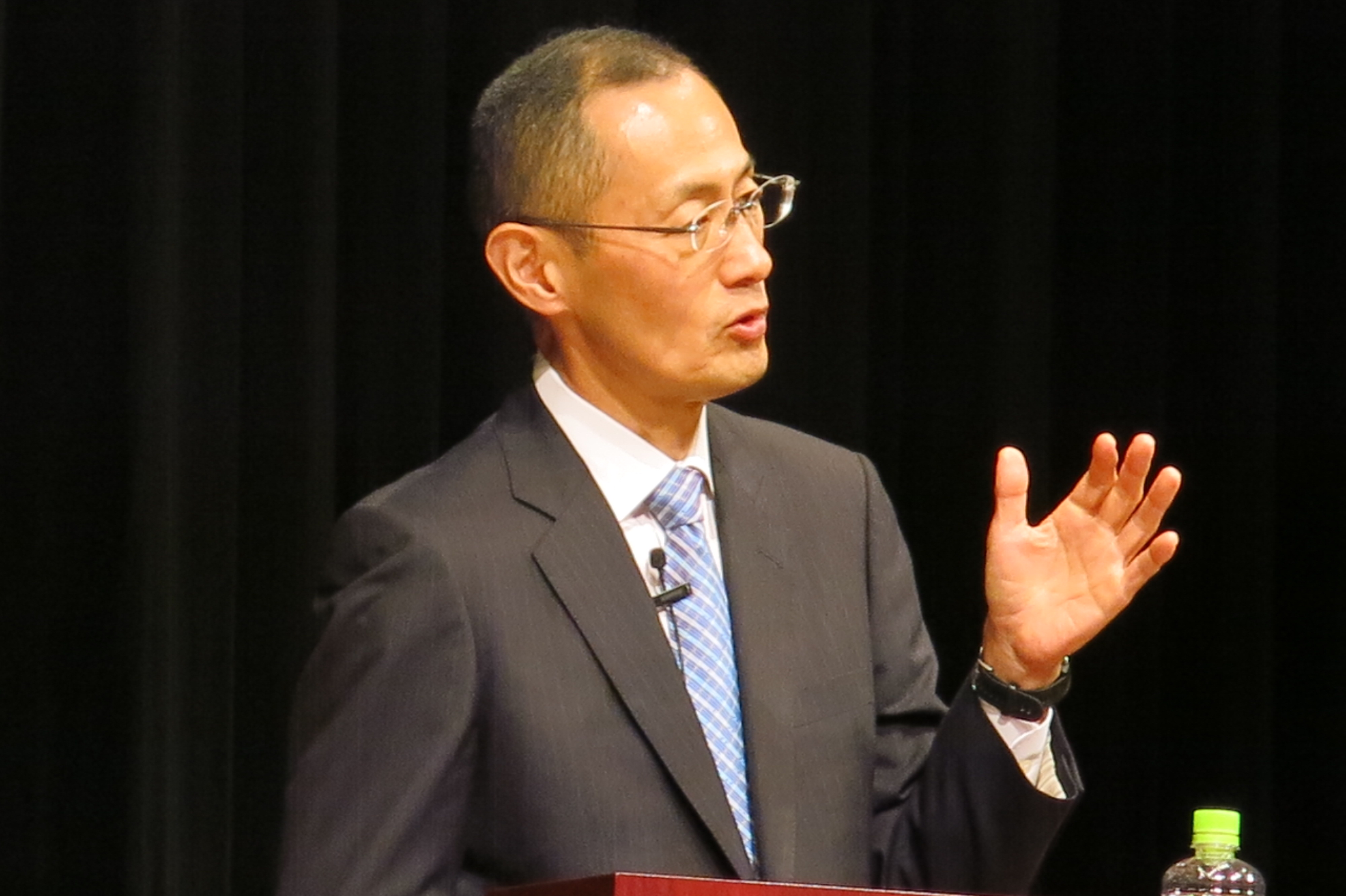
Лекція Нобелевського лауреата з фізіології та медицини Сін'я Яманака «Нова ера медицини з клітинами iPS — послання майбутнім вченим» (2012)

Дослідження стовбурових клітин зробили важливий поворот у 2006 році, коли Сін'я Яманака та його команда перепрограмували дорослі соматичні клітини на індуковані плюрипотентні стовбурові клітини (iPSC). Ця новаторська робота запропонувала альтернативу ембріональним стовбуровим клітинам, обійшовши етичні проблеми та відкривши нові можливості для персоналізованої та регенеративної медицини.
Лікування стовбуровими клітинами увійшло в клінічну практику у 2010-х. Гематологічні розлади лікували за допомогою трансплантації кісткового мозку, яка використовує регенеративну силу гемопоетичних стовбурових клітин. Мезенхімальні стовбурові клітини (МСК) були досліджені на предмет їх терапевтичного потенціалу у відновленні тканин і використовувалися в клінічних випробуваннях для різних станів.

### Поточні дослідження
Стовбурові клітини продовжують відігравати ключову роль у регенеративній медицині та моделюванні захворювань. Дослідники вивчають можливість використання стовбурових клітин для розробки потенційних методів лікування травм спинного мозку, хвороб серця, діабету, нейродегенеративних захворювань тощо. Конструювання органоїдів зі стовбурових клітин відкрило нові можливості для моделювання нормального розвитку й хвороб, персоналізованої медицини, тканинної інженерії та регенеративної медицини.

## Властивості стовбурових клітин

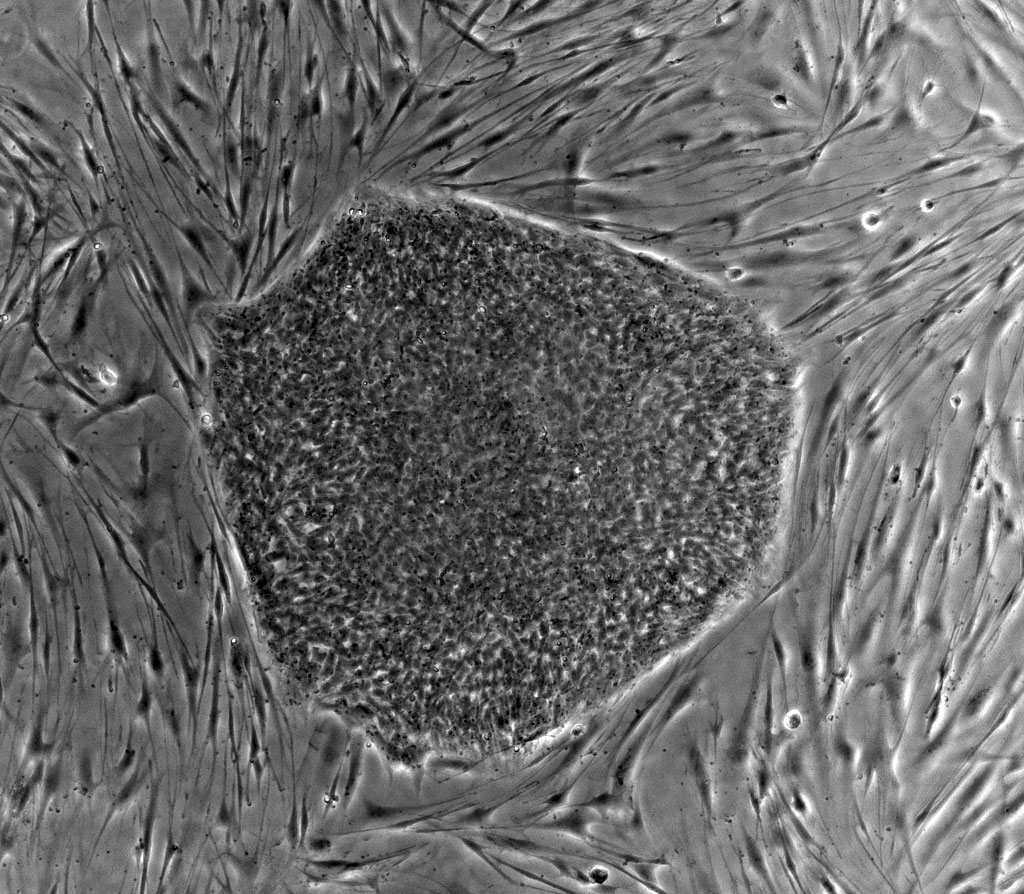
Колонія людських ембріональних стовбурових клітин на живильному шарі ембріональних фібробластів миші

Особливість стовбурових клітин полягає у тому, що вони мають такі основні властивості:
- Самовідновлення — здатність проходити величезну кількість клітинних циклів клітинного поділу, зберігаючи свій недиференційований стан. Цей процес забезпечує постійне джерело стовбурових клітин для заміни пошкоджених або відмираючих клітин.
- Потентність — можливість диференціюватися у будь-який клітинний тип. Тотипотентні стовбурові клітини мають потенціал для розвитку будь-якого типу клітин в організмі людини. Плюрипотентні стовбурові клітини можуть диференціюватися в клітини будь-якого з трьох первинних зародкових листків (ентодерми, мезодерми та ектодерми). Плюрипотентні стовбурові клітини, хоч і більш обмежені у своєму потенціалі диференціювання, все ж можуть давати початок різним спеціалізованим типам клітин у певній тканині чи органі.

## Визначення потенціалу стовбурових клітин

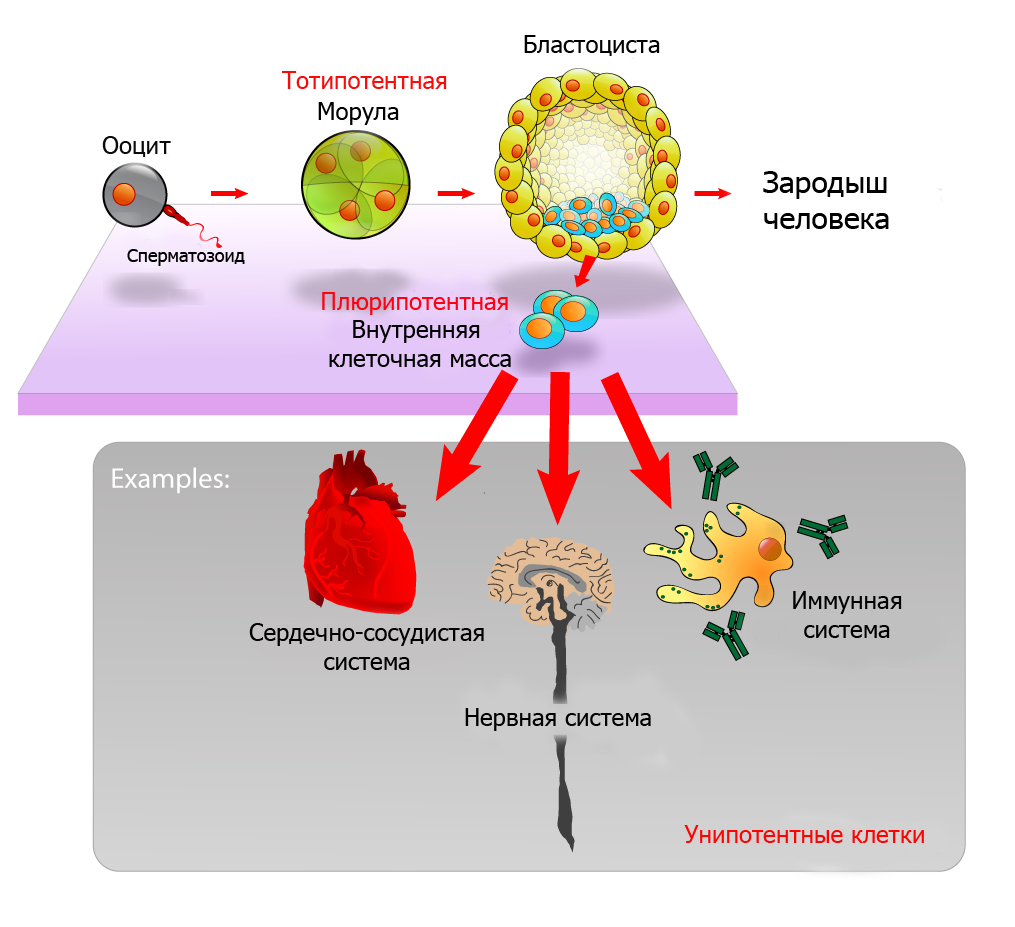
Плюрипотентні ембріональні стовбурові клітини походять з маси клітин усередені бластоцисти. Стовбурові клітини можуть дати початок будь-якій тканині тіла, крім плаценти. Тільки клітини морули є тотипотентними; вони можуть дати початок усім тканинам тіла, у тому числі і плаценті.

Потенціал стовбурових клітин — це можливість їхнього перетворення на диференційовані типи клітин.
- Тотипотентні стовбурові клітини отримують унаслідок злиття сперматозоїду з яйцеклітиною. Клітини, що утворюються внаслідок декількох перших поділів заплідненої яйцеклітини теж тотипотентні. Ці клітини можуть перетворитися на ембріональні та екстраембріональні (поза-ембріональні) типи клітин.

- Плюрипотентні стовбурові клітини походять від тотипотентних клітин і можуть утворити клітини трьох зародкових шарів.

- Мультипотентні стовбурові клітини можуть утворювати лише близькі типи клітин (наприклад, гематопоетичні стовбурові клітини утворюють червоні кров'яні тільця, білі кров'яні тільця, тромбоцити тощо).

- Уніпотентні стовбурові клітини можуть перетворитися лише на один тип клітин, але мають здатність до самовідтворення, що відрізняє їх від «не стовбурових» клітин.

## Класифікація
Стовбурові клітини поділяють на кілька категорій:
- Ембріональні стовбурові клітини (ЕСК): ці плюрипотентні стовбурові клітини отримують із внутрішньої клітинної маси бластоцист під час раннього ембріонального розвитку. Вони мають найширший потенціал диференціювання і можуть генерувати всі типи клітин в організмі людини.
- Індуковані плюрипотентні стовбурові клітини (іПСК): іПСК штучно перепрограмуються з дорослих соматичних клітин, таких як фібробласти шкіри або клітини крові, для відновлення плюрипотентності. Ця революційна технологія, розроблена на початку Сін'я Яманака з колегами у 2006 році, зробила революцію в регенеративній медицині та моделюванні захворювань.[6]
- Тканиноспецифічні (дорослі) стовбурові клітини: ці мультипотентні стовбурові клітини, які знаходяться в різних тканинах і органах по всьому тілу, відповідають за відновлення та регенерацію тканин. Приклади включають гемопоетичні стовбурові клітини в кістковому мозку, нервові стовбурові клітини в мозку та мезенхімальні стовбурові клітини в сполучних тканинах.
- Фетальні стовбурові клітини: ці стовбурові клітини присутні в плодах, що розвиваються, і мають проміжні можливості диференціації між ембріональними та дорослими стовбуровими клітинами. У складі фетальних стовубрових клітин виділяють перинатальні екстраембріональні, які отримують із позазародкових органів (пуповини, амніону, плаценти) після пологів; серед них розрізняють гемопоетичні, мезенхімальні, епітеліальні та децидуальні стовбурові клітини.

## Ембріональні стовбурові клітини

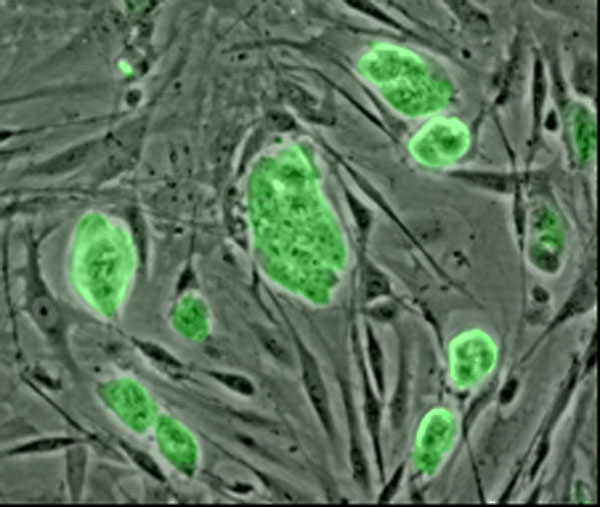
Ембріональні стовбурові клітини миші із флюоресцентним маркером.

Ембріональні стовбурові клітинні лінії (ЕС клітинні лінії) — це культури клітин, що походять від тканин епібласту (внутрішньої клітинної маси бластоцисти). Бластоциста — це ранній ембріон (приблизно 4 — 5 день ембріону людини); містить від 50 до 150 клітин. ЕС клітини є плюрипотентними, вони дають початок усім трьом шарам ембріону: ектодермі, ентодермі та мезодермі. Іншими словами, вони можуть перетворитися на усі типи клітин дорослого організму (тобто понад 200 типів клітин) під дією необхідних стимулів (наприклад, факторів росту). ЕС клітини не можуть утворити екстра-ембріональні (позаембріональні) оболонки чи плаценту.

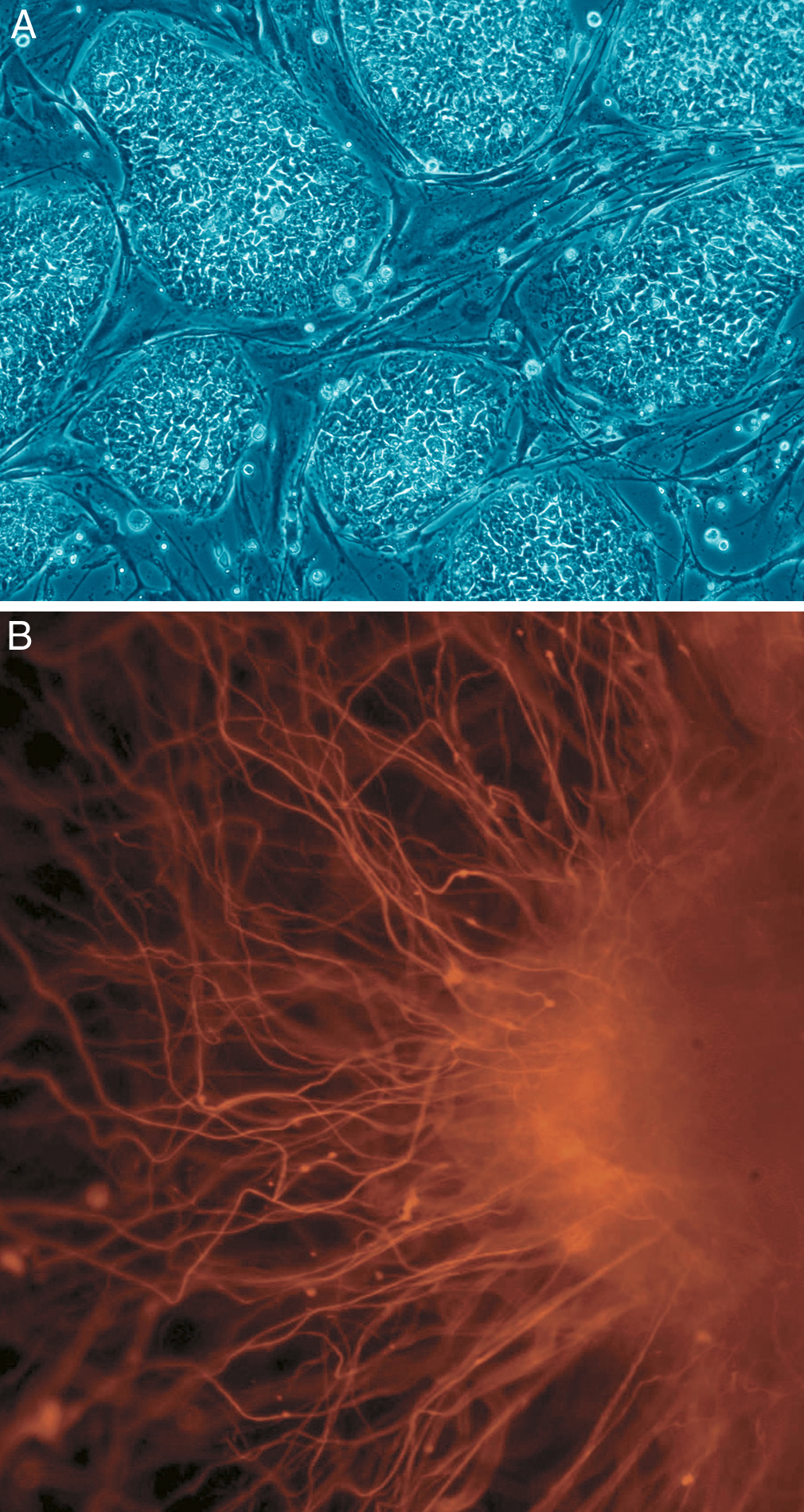
Ембріональні стовбурові клітини людини. Нагорі (А): недиференційовані. Унизу (В): Нейрони — дочірні клітини

Без стимулів до диференціації ЕС клітини будуть продовжувати поділ in vitro; кожна дочірня клітина зостанеться плюрипотентною. Плюрипотенція ЕС клітин була перевірена як in vitro, так і in vivo. Тобто, ці клітини дійсно можна назвати стовбуровими клітинами.
Завдяки своїм здібностям до безмежного розвитку і плюрипотентності ембріональні стовбурові клітини є потенційним матеріалом для регенеративної медицини і заміщення тканин після поранень чи хвороб. Сьогодні немає жодної достовірної інформації щодо медичного використання ембріональних стовбурових клітин. Це не дивно, зважаючи на те, що багато країн увели мораторій як на дослідження ЕС клітин, так і на одержання нових ліній ЕС клітин.

## Індуковані плюрипотентні стовбурові клітини

Культура нейронів переднього мозку після 40 днів диференціації індукованих людських плюрипотентних стовбурових клітин (iPSCs). iPSCs від пацієнтки з сімейною формою хвороби Альцгеймера, мутація у гені PSEN1. TUJ-1-позитивні клітини експресують маркер (β3-tubulin) зрілих нейронів (червоний колір). GABA-позитивні клітини (зелений колір) експресують маркер GABA-ергічних нейронів - рецептор гамма-аміномасляної кислоти (ГАМК) A, альфа 1. Ядра клітин пофарбовані DAPI (синій колір).

Індуковані плюрипотентні стовбурові клітини (іПСК, iPSC) — це революційний тип стовбурових клітин, який привернув значну увагу в галузі регенеративної медицини та досліджень. Ці клітини мають потенціал для вирішення деяких етичних і практичних проблем, пов’язаних з іншими типами стовбурових клітин, такими як ембріональні стовбурові клітини. іПСК унікальні тим, що вони штучно створені шляхом перепрограмування зрілих спеціалізованих клітин назад у плюрипотентний стан, подібний до ембріональних стовбурових клітин.
У 2006 році Сін'я Яманака з колегами відкрили метод перепрограмування дорослих соматичних клітин у плюрипотентний стан шляхом введення певного набору факторів транскрипції. Ці фактори, відомі як фактори Яманаки, включають Oct4, Sox2, Klf4 і c-Myc. За новаторську роботу Яманака та Джон Б. Гердон отримали Нобелівську премію з фізіології та медицини у 2012 році.
іПСК зазвичай генеруються за допомогою процесу, який називається клітинним перепрограмуванням. Це передбачає взяття невеликого зразка дорослих клітин, таких як фібробласти шкіри або клітини крові, і введення факторів Яманаки за допомогою вірусних векторів або інших методів доставки. Ці фактори активують гени, пов’язані з плюрипотентністю, ефективно скидаючи ідентичність клітини та перетворюючи її на іПСК. Отримані іПСК демонструють характеристики, подібні до ембріональних стовбурових клітин, включаючи здатність диференціюватися в різні типи клітин.
іПСК відкрили цілий світ можливостей у регенеративній медицині, моделюванні захворювань, відкритті ліків і персоналізованій медицині. Деякі з ключових застосувань іПСК включають:
- Регенеративна медицина: іПСК мають потенціал для заміни пошкоджених або дисфункціональних тканин і органів.
- Моделювання захворювань: іПСК можуть бути отримані від пацієнтів із певними генетичними розладами. Потім дослідники можуть диференціювати ці іПСК за типами уражених клітин, що дозволяє вивчати механізми захворювання та розробляти потенційні методи лікування.
- Скринінг і розробка ліків: отримані з іПСК клітини служать цінними інструментами для перевірки безпеки та ефективності нових ліків. Вони можуть імітувати реакцію пацієнта на ліки, допомагаючи в розробці індивідуальних стратегій лікування.
- Розуміння біології розвитку: іПСК дають уявлення про ранній розвиток людини, дозволяючи дослідникам вивчати формування різних типів клітин і тканин.

## Стовбурові клітини дорослого організму
Стовбурові клітини дорослого організму — це недиференційовані клітини, що розповсюджені по всьому тілу. Вони розмножуються і заміщують клітини, що померли, та відновлюють пошкоджені тканини тіла. Ці клітини відносяться до соматичних (від грецького слова Σωματικóς, тобто тіло) стовбурових клітин; вони знаходяться у тілах як дітей, так і дорослих.
Основні дослідження стовбурових клітин дорослого організму пов'язані з визначенням їхньої здібності до необмеженого самовідтворення та їхнього потенціалу диференціюватися. Багато клітинних ліній, що звуться стовбуровими клітинами дорослого організму, краще було б визначити як клітини-попередники, бо вони мають обмежені здібності до дифференціювання.
Але все ж таки деякі мультипотентні чи навіть уніпотентні клітини-попередники у дорослому організмі можуть мати велике значення у регенеративній медицині. Уживання стовбурових клітин дорослого організму у дослідженнях та в медицині не викликає такі етичні питання, як уживання ембріональних стовбурових клітин. Одержання стовбурових клітин дорослого організму не пов'язане зі знищенням ембріону. На відміну від досліджень ембріональних стовбурових клітин, на дослідження стовбурових клітин дорослого організму виділяються значні кошти. Стовбурові клітини дорослого організму виділяють з тканин дорослих. Такі дослідження здебільшого проводилися із клітинами людини та модельних тварин — миші й пацюка.

## Поділ стовбурових клітин

Диференціація клітин із стовбурових (A) у прогеніторні (B) і врешті-решт у зрілі диференційовані клітини (C). 1 — симетричний поділ (мітоз), 2 — асиметричний поділ клітин, 3 — прогеніторний поділ, 4 — кінцевий поділ клітин, які виходять у G0 фазу клітинного циклу.

Для того, щоб самовідтворюватися і диференціюватись в інші типи клітин, стовбурові клітини розмножуються двома різними шляхами. Симетричний поділ, коли обидві дочірні клітини стовбурові, і асиметричний поділ, коли одна дочірня клітина стовбурова, а інша — клітина-попередник для інших типів клітин. Клітина-попередник має менше можливостей для самовідтворення, ніж стовбурова клітина. Клітина-попередник проходить декілька етапів поділу клітини перед тим, як остаточно диференціюватися у зрілу клітину. Цілком імовірно, що різниця на молекулярному рівні між симетричним та асиметричним поділом полягає у розподілі між дочірніми клітинами білкового рецептору, що знаходиться на цитоплазматичній мембрані. Проте цей механізм ще не достатньо досліджений.

Огляд основних сигнальних шляхів в клітині, які, зокрема, впливають на диференціацію клітин.

Інша теорія полягає в тому, що стовбурові клітини залишаються недиференційованими завдяки зовнішнім сигналам у їхній особливій ніші. Коли стовбурові клітини залишають цю нішу або більше не отримують відповідного сигналу, вони починають диференціюватися. Роботи на дрозофілі довели, що існує спеціальний сигнал dpp, який стримує стовбурові клітини дрозофіли від диференціювання.[джерело?]
Також були вивчені сигнали, що стимулюють перепрограмування клітин до ембріонального виду. Ці сигнальні шляхи об'єднують декілька транскрипційних факторів, у тому числі й білок-онкоген c-Myc. Початкові дослідження показують, що трансформація мишачих клітин у поєднанні із сигналами, що стримують диференціацію, може повернути процес диференціації у зворотний бік і примусити зрілі клітини перетворитися знову на плюрипотентні. Але необхідність трансформувати ці клітини за допомогою білка-онкогену може стримати уживання цього методу у терапевтичних цілях.

## Використання у медицині

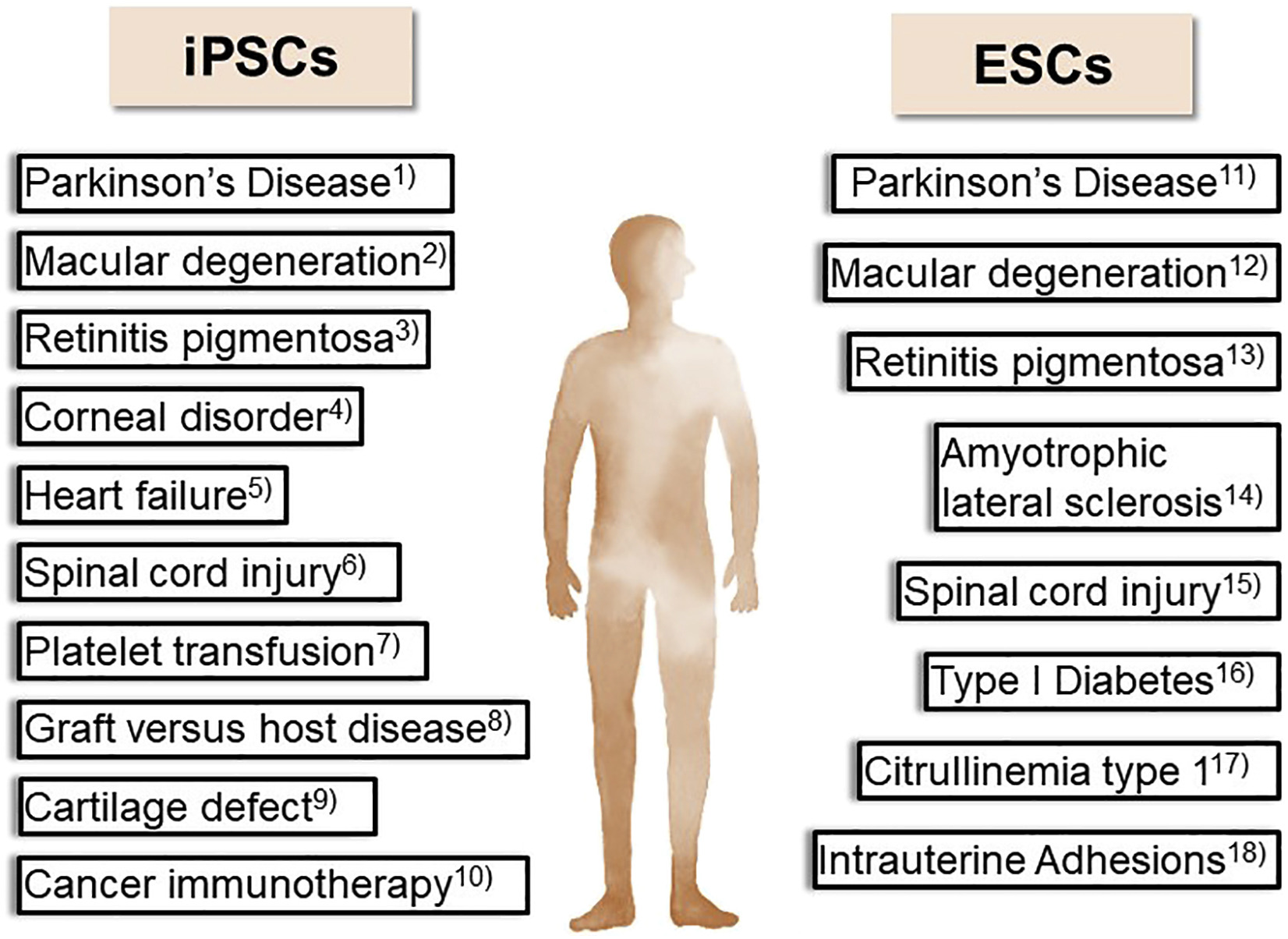
Клінічні випробовування з використанням іПСК та ЕСК, станом на 2020 рік.

Стовбурові клітини зробили революцію в галузі медицини, запропонувавши багатообіцяючі шляхи регенеративної терапії та лікування захворювань. Вони володіють унікальною здатністю диференціюватися в різні типи клітин, що робить їх безцінними для відновлення пошкоджених тканин і органів. Терапія на основі стовбурових клітин продемонструвала клінічний потенціал у лікуванні таких захворювань, як травми спинного мозку, серцево-судинні захворювання та дегенеративні розлади.
- Травми спинного мозку: Терапія стовбуровими клітинами, включаючи мезенхімальні стовбурові клітини та індуковані плюрипотентні стовбурові клітини (iPSC), продемонструвала потенціал у регенерації тканин спинного мозку та сприянні функціональному відновленню на моделях на тваринах і в клінічних випробуваннях.[13][14][15][16][17]
- Серцево-судинні захворювання: використання серцевих стовбурових клітин та індукованих плюрипотентних кардіоміоцитів, отриманих із стовбурових клітин, є перспективним для лікування захворювань серця та відновлення пошкодженої серцевої тканини.[18][19][20][21][22]
- Дегенеративні розлади та інсульт: підходи, засновані на стовбурових клітинах, досліджувалися для нейродегенеративних захворювань, таких як хвороба Паркінсона[23] та Альцгеймера[24][25], та в комбінованій нейрореабілітації після інсульту[26][27]. Поточні дослідження свідчать про потенціал заміни пошкоджених нейронів, зупинки прогресування хвороб та покращення ефективності реабілітаційних програм.[28]
- Діабет: cтовбурові клітини використовуються в лікуванні діабету для потенційної регенерації пошкоджених бета-клітин підшлункової залози та відновлення виробництва інсуліну.[29][30][31][32][33]

Станом на 2008 рік в Україні дозволено проведення клінічних випробувань (Наказ МОЗ України № 630 «Про проведення клінічних випробувань стовбурових клітин», 2008 р.) з лікування наступних патологій із застосуванням стовбурових клітин: панкреонекроз, цироз печінки, гепатити, опікова хвороба, цукровий діабет II типу, розсіяний склероз, критична ішемія нижніх кінцівок. Першим, хто отримав право на проведення клінічних випробувань в галузі застосування стовбурових клітин в Україні, став Інститут клітинної терапії. За допомогою стовбурових клітин пуповинної крові вже успішно проведено лікування десятків пацієнтів з цими захворюваннями.
17 листопала 2018 відбулась перша в історії успішна пересадка нервових клітин, які були індуковані з iPS-клітин. Клітини були пересаджені пацієнту з хворобою Паркінсона.
Див. також — Регенеративна медицина, Лікування стовбуровими клітинами, Епігенетичне перепрограмування, Органоїд.

## Додаткова література

### Книги
- Серія книг Stem Cell Biology and Regenerative Medicine (Springer Nature, 2009-2023+)
- Серія книг Advances in Stem Cell Biology (Elsevier, 2020-2022+)

### Журнали
- Cell Stem Cell (сайт, Cell Press)
- Stem Cell Reports (сайт, Cell Press)
- Stem Cells (Oxford University Press)
- Stem Cells and Development (Mary Ann Liebert)
- Stem Cell Research and Therapy (BioMed Central)
- Stem Cells Translational Medicine (Oxford University Press)
- Stem Cells International (Hindawi Publishing)
- Stem Cell Reviews and Reports (Springer Nature)
- Stem Cell Research (Elsevier)
- Current Stem Cell Research and Therapy (Bentham Science Publishers)
- Current Protocols in Stem Cell Biology (John Wiley & Sons)
- International Journal of Stem Cells (Korean Society for Stem Cell Research)
- Hematology/ Oncology and Stem Cell Therapy (Elsevier)
- Stem Cells and Cloning: Advances and Applications (Dove Medical Press)
- Current Stem Cell Reports (Springer Nature)

### Статті
- Сукач, О. М.; Іонов, І. А.; Всеволодська, С. О. (19 квітня 2022). Вступ до біології стовбурових клітин. Біорізноманіття, екологія та експериментальна біологія (укр.) 23 (2). с. 47–60. doi:10.34142/2708-5848.2021.23.2.09.
- Deinsberger, Julia; Reisinger, David; Weber, Benedikt (11 вересня 2020). Global trends in clinical trials involving pluripotent stem cells: a systematic multi-database analysis. npj Regenerative Medicine (англ.) 5 (1). doi:10.1038/s41536-020-00100-4.
- Zakrzewski, Wojciech; Dobrzyński, Maciej; Szymonowicz, Maria; Rybak, Zbigniew (2019-12). Stem cells: past, present, and future. Stem Cell Research & Therapy (англ.) 10 (1). doi:10.1186/s13287-019-1165-5.